# Insegnami a volare
Insegnami a volare (Fliegen lernen) è un film televisivo del 2013 diretto da Christoph Schrewe, con protagonisti Gesine Cukrowski e Franz Dinda.

## Trama
Eva è una donna caduta in depressione dopo che il marito la lascia per una donna più giovane. Dopo un anno dalla separazione, decide di riprendersi la sua vita prendendo in gestione una farmacia di un piccolo paese, dove conosce un giovane medico, Hendrik. Intanto il marito cerca di riconquistarla.